# Great Broughton, Cumbria
Great Broughton är en ort i civil parish Broughton, i grevskapet Cumbria i England. Orten är belägen 5 km från Cockermouth. Parish hade 1 447 invånare år 1891. Great Broughton var en civil parish 1866–1898 när det uppgick i Broughton och Broughton Moor.